# الأهلي كابيتال القابضة
الأهلي كابيتال القابضة هي الذراع الاستثماري للبنك الأهلي المصري.

## الشركات التابعة
- منصة الأهلي الطبية:[2][3]
  - مستشفى الندى وست «مستشفى كايرو ويست للخدمات الطبية».
  - مستشفى المقطم التخصصي.
  - عيادات داوي.[4]
  - عيادات صحة.[5]
  - الأهلي للخدمات الطبية: تعمل في مجال التأمين الصحي.